# Malika Kanthong
Malika Kathong (ur. 8 stycznia 1987 w Bangkoku) – reprezentantka Tajlandii, grająca na pozycji atakującej. Od sezonu 2017/2018 występuje w drużynie Supreme Chonburi VC.

## Sukcesy klubowe
Klubowe Mistrzostwa Azji:
- 2009, 2010, 2011
- 2012

Mistrzostwo Tajlandii:
- 2009, 2012
- 2013

Mistrzostwo Azerbejdżanu:
- 2013, 2017

Mistrzostwo Indonezji:
- 2014, 2015

## Sukcesy reprezentacyjne
Igrzyska Azji Południowo-Wschodniej:
- 2007, 2009, 2011, 2013

Mistrzostwa Azji:
- 2009, 2013
- 2019
- 2007, 2015

Puchar Azji:
- 2012
- 2010
- 2008, 2016, 2018

Letnia Uniwersjada:
- 2013

Igrzyska Azjatyckie:
- 2018
- 2014

Volley Masters Montreux:
- 2016

## Nagrody indywidualne
- 2009: Najlepsza serwująca Pucharu Wielkich Mistrzyń
- 2016: Najlepsza serwująca azerskiej Superligi w sezonie 2015/2016